# Léhon
Léhon è un comune francese di 3 107 abitanti situato nel dipartimento delle Côtes-d'Armor nella regione della Bretagna.

## Amministrazione

### Gemellaggi
Léhon è gemellata con:
- Abstatt, Germania

## Società

### Evoluzione demografica
Abitanti censiti